# Grace Jones
Grace Jones (Kingston, Jamajka, 19. svibnja 1948.) američka je pjevačica i glumica.
Odrasla je u New Yorku. Karijeru je počela kao model na Manhattnu. 1977. godine potpisala je ugovor s kućom "Island", a iste godine imala je dance hit svojim debitantskim singlom "I Need A Man". Godine 1981. časopis "New Musical Express" proglasio je njen "Warm Leatherette" albumom godine. Sredinom osamdesetih glumila je u filmovima "Conan The Destroyer" i "A View to a Kill" što je predstavljalo dobru reklamu i pomoglo albumu "Slave to the Rhythm". Njezin najuspješniji glazbeni album bila je kompilacija "Island Life" iz 1986. godine. Sredinom devedesetih Grace se bezuspješno pokušala vratiti na scenu. Međutim, 2008, posle 19 godina, izdala je novi studijski album Hurricane, koji je postigao zapažen uspjeh. Još uvijek nastupa i i dalje ima veliki broj obožavatelja.